# اوکرگاس
اوکرگاس (اوکراینی: ПАТ "Укргазвидобування") شرکت دولتی گاز اوکراینی است، که در سال ۱۹۹۱ تأسیس شد.